# シルミド
『シルミド』（原題：실미도）は、2003年公開の韓国映画。カン・ウソク監督作品。
1971年に韓国政府が極秘に進めた朝鮮民主主義人民共和国の金日成首相暗殺計画と、その実働要員として編成された韓国軍の北派工作員部隊（684部隊）、そして部隊が起こした反乱事件（実尾島事件）を基とした、1999年のべク・ドンホの同名小説の映画化作品。
2003年12月に韓国で上映されると「長らく社会から封印されてきた歴史の事実が明かされた」として反響を呼び、過去の記録を塗り替える1000万人以上の観客動員数を記録。第25回青龍賞最優秀作品賞、第41回大鐘賞最優秀助演男優賞（ホ・ジュノ）を受賞している。日本でも、2004年6月に公開された。
シルミド（実尾島）とは彼らが訓練のために集められた島の名前で、仁川にある。

## ストーリー
1968年1月、北朝鮮の工作員による韓国大統領暗殺未遂事件が発生。それをきっかけとして北朝鮮の最高指導者金日成の暗殺が計画され、その暗殺計画の実行部隊である極秘特殊部隊「684部隊」がシルミド（実尾島）で結成された。
隊員として集められたのは死刑囚ばかり。彼らは目的を遂行するために、死傷者を出しながらも3年間厳しい訓練に耐え続けた。そして1971年、生きた『殺人兵器』に育てられた彼らがシルミドを出発し、北朝鮮への潜入を敢行しようとした矢先、劇的な南北和解ムードの到来により作戦が中断され、不満を持ちながら部隊はシルミドに帰還した。
韓国中央情報部は用済みになった684部隊の存在を闇に葬ることを決定し、シルミドでこれまで部隊の訓練に当たってきた訓練部隊上層部に対し、684部隊を抹殺せよとの非情な命令を下した。指揮官はこれに反対するも、もしこの命令を実行しない場合は自らも抹殺対象となることを告げられ、苦悩した末にその情報を684部隊に漏らした。
684部隊はその存在を世間に知らしめるべく反乱を決意し、警備兵を殺害して韓国本土に上陸すると、バスを乗っ取ってソウルを目指す。

## キャスト
| 役名                                                 | 俳優             | 日本語吹替                                   | 日本語吹替 | 日本語吹替 |
| 役名                                                 | 俳優             | ソフト版                                     | テレビ朝日版 |            |
| ---------------------------------------------------- | ---------------- | -------------------------------------------- | --- | ---------- |
| チェ・ジェヒョン （韓国空軍准尉・684部隊訓練隊隊長） | アン・ソンギ     | 津嘉山正種                                   | 西田健 |            |
| カン・インチャン （684部隊第3班長）                  | ソル・ギョング   | てらそままさき                               | 高川裕也 |            |
| チョ2曹 （韓国空軍兵）                               | ホ・ジュノ       | 中村秀利                                     | 谷昌樹 |            |
| ハン・サンピル （684部隊第1班長）                    | チョン・ジェヨン | 山路和弘                                     | 関貴昭 |            |
| ウォニ （684部隊第1班員）                            | イム・ウォニ     | 高木渉                                       | 大家仁志 |            |
| チョ・クンジェ （684部隊第2班長）                    | カン・シニル     | 辻親八                                       | 岩崎ひろし |            |
| パク2曹 （韓国空軍兵）                               | イ・ジョンホン   | 咲野俊介                                     | 宮内敦士 |            |
| チャンソク （684部隊炊事係）                         | カン・ソンジン   | 藤原啓治                                     | 五十嵐明 |            |
| ウォンサン （684部隊隊員）                           | オム・テウン     | 伊藤健太郎                                   | 檀臣幸 |            |
| その他                                               |                  | 川島得愛 鳥畑洋人 伊藤和晃 諸角憲一 堀部隆一 | 田中明生 小川剛生 佐藤祐四 佐々木敏 内埜則之 佐藤淳 渡辺穣 松山鷹志 姫野惠二 伊丸岡篤 赤間浩一 平勝伊 板倉光隆 宇津木響平 奥田隆仁 千々和竜策 関口篤 桐山ゆみ 北西純子 |            |
|                                                      |                  |                                              | |            |
| 演出                                                 |                  | 安江誠                                       | 木村絵理子 |            |
| 翻訳                                                 |                  | 徐賀世子                                     | 徐賀世子 |            |
| 調整                                                 |                  | 黒崎裕樹                                     | 金谷和美 |            |
| 効果                                                 |                  |                                              | サウンドボックス |            |
| 制作                                                 |                  | グロービジョン                               | 東北新社 |            |
| 初回放送                                             |                  |                                              | 2005年6月5日 『日曜洋画劇場』 (21:00-23:09) |            |

## 作品解説
映画の製作を妨げる動きもあったとされる。この映画の反響を見た韓国政府は2005年1月に事件の真相追及を決定した。韓国では「映画が国を動かした」として再び反響を呼んだ。

### 史実
2005年12月に韓国国防省が発表した調査結果によると、部隊は青瓦台襲撃未遂事件に対して朴正煕政権が立案した報復計画（金日成の暗殺及び邸宅の爆破）の実行部隊・684部隊として編成された。31人で編成された部隊は、仁川沖の実尾島で訓練を行ったが、訓練中の事故で7人が死亡した。南北共同声明を皮切りとする南北融和（太陽政策）が始まると国家元首暗殺の必要性は消滅し、1971年までに報復計画は撤回されたが、機密保持のために隊員は実尾島から出ることを禁じられ、更に目的を失った訓練が中止されることもなかったため、隊員の不満は増大していった。
1971年8月23日、残りの隊員24人は反乱を起こして教育隊員を殺傷して実尾島を脱出。隊員たちは朴正煕大統領に劣悪な待遇の改善を直訴するべく乗っ取ったバスでソウルに向かったが、途中で韓国正規軍との銃撃戦になり、最後は手榴弾でバスごと自爆した。これにより隊員24人中20人が死亡、生存した4人も軍法会議にかけられて死刑判決を下され、1972年に銃殺刑が執行された。

### 史実との違い
映画では重犯罪人や死刑囚が特赦と引き換えに隊員として動員されたように描かれているが、実際には高額な報酬に惹かれて応募した一般人が大半であった。また政府では勧誘時の約束を守るつもりがなかったことも発覚している。
映画では大道芸人団の団員、実家が漢方薬店のメンバー、ひき逃げのバス運転手、偽僧侶、スリ、闇商人、編物機械工、屋台商人、おかま、ボクシング選手、クラブの歌手、調理師、果実園の作業員、医者、占い師、浮浪者、強姦犯などがメンバーであった。また、女性に対する暴行シーンが不適切であるなど遺族からクレームがあった。
部隊の創設は朴正煕大統領の命令を受けたKCIA部長（当時）・金炯旭の指示によるものであり、実際の管理運営は空軍が担当した。正式な部隊名は空軍2325戦隊209派遣隊であり、「684部隊」というのは部隊が創設された1968年4月に由来している。
映画では乗っ取ったバスの運転手は銃撃戦になったとき弾があたり負傷したが、実際の乗っ取りの際には運転手は逃げ出していた。
バスの中で『赤旗の歌』を歌うシーンがあるが実際は歌っていない。この件で監督が国家保安法違反で告発された。